# Hans Müller (Jurist, 1906)

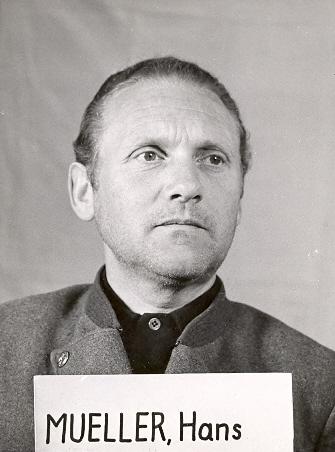
Hans Müller (als Zeuge bei den Nürnberger Prozessen)

Hans Müller (* 18. September 1906 in Gießen; † nach 1947) war ein deutscher Jurist. Er wechselte 1942 als Sachbearbeiter in die Parteikanzlei der NSDAP, wo er im Sommer 1943 persönlicher Referent des Leiters der Parteikanzlei der NSDAP, Martin Bormann, wurde. Gleichzeitig war er Richter beim Volksgerichtshof. Nach dem Krieg wurde er als Zeuge bei den Nürnberger Prozessen vernommen.

## Leben
Hans Müller wurde als Sohn eines Finanzbeamten in Gießen geboren. Aufgrund der Versetzungen seines Vaters zog die Familie nach Friedberg, Mainz und 1909 nach Darmstadt, wo Müller die Grundschule und das Gymnasium besuchte.
1923 wurde sein Vater als Reichsfinanzrat erneut versetzt, diesmal nach München, wo Müller das Abitur absolvierte. Von 1925 bis 1929 studierte er Rechtswissenschaften an den Universitäten in München und Bonn und wurde danach als Beamter im Justizdienst zunächst Gerichtsreferendar, bis er 1932 die bayerische Assessorprüfung bestand.
In den folgenden Jahren war er als Staatsanwalt, Amtsgerichtsrat, Oberlandesgerichtsrat und Senatspräsident beschäftigt.

### Nationalsozialismus
Im November 1933 trat er in die SA ein, in der er zuletzt den Rang eines SA-Sturmführers innehatte. Während der NS-Zeit war Müller unter anderem am Kammergericht tätig. Am 29. Mai 1937 beantragte er die Aufnahme in die NSDAP und wurde rückwirkend zum 1. Mai desselben Jahres aufgenommen (Mitgliedsnummer 5.017.343), er war kurzzeitig stellvertretender Blockleiter.
Ende Juli 1940 wurde Müller zum Reichskommissariat für die besetzten niederländischen Gebiete nach Den Haag versetzt, bis er im Frühling 1941 nach München zurückgerufen wurde, um in der Rechtsabteilung des NSDAP-Hauptquartiers zu arbeiten.
Im August 1942 kam Müller in die Parteikanzlei der NSDAP, in der er zunächst Sachbearbeiter in der staatsrechtlichen Abteilung der Gruppe Justiz wurde, die zunächst Ministerialrat Herbert Klemm, dann Staatssekretär Gerhard Klopfer unterstand. Als im Sommer 1943 Reichsleiters Martin Bormann seinen bisherigen Referenten, Kurt-Walter Hanssen, mit Müller ersetzte, rückte dieser in die Stellung des Persönlichen Referenten und Büroleiters Bormanns auf, der als Leiter der Parteikanzlei und persönlicher „Sekretär“ Adolf Hitlers, in den letzten Jahren des Zweiten Weltkriegs einer der mächtigsten Männer des NS-Staates war. Müller war neben Heinrich Heim, Henry Picker und Bormann einer der Autoren der Tischgespräche bzw. Monologe Hitlers; er schrieb einige Notizen von 1943 und 1944 nieder.
Gleichzeitig war Müller hauptamtlicher Richter beim Volksgerichtshof (in der Funktion als Volksgerichtsrat).
Am 29. Dezember 1944 fand auf der Feldkommandostelle Hochwald ein Treffen für die Angehörigen des Führerhauptquartiers auf Einladung des Reichsführers SS, Heinrich Himmler, statt. Zu diesem waren neben Müller hochrangige Militärs wie Keitel, Burgdorf oder von Rundstedt anwesend, ebenso wie Bormann und Reichsleiter Dr. Dietrich.
Aus dem eingeschlossenen Berlin wurde er im April 1945 nach Berchtesgaden ausgeflogen. Dort nahm er an dem Treffen mit Reichsmarschall Hermann Göring und dem Chef der Reichskanzlei, SS-Obergruppenführer Hans-Heinrich Lammers, teil, in dem es um die Frage der Nachfolge von Hitler ging, dabei las Göring Müller sein Telegramm vor. Müller erstatte kurz darauf in der Kanzlei Bericht, während Göring und Lammers durch das RSHA auf Befehl Hitlers festgesetzt wurden.
Nachdem am 1. Mai 1945 Hitlers Tod bekannt gegeben wurde, beschloss Müller mit dem Leiter des Stenographischen Dienstes im Führerhauptquartier, Kurt Peschel, alle nach Berchtesgaden gebrachten stenographischen Unterlagen der militärischen Lagebesprechungen von September 1942 bis April 1945 zu vernichten. Die SS brachte die Unterlagen daraufhin zum Hintersee hinter dem Königsee, wo diese angezündet wurden.

### Nachkriegszeit
Zum Ende des Zweiten Weltkriegs geriet Müller in München in britische Kriegsgefangenschaft. Zunächst leugnete er vor einem Gericht, Bormanns Referent gewesen zu sein, dem Gericht lag jedoch ein früheres Verhör von Müller vor, in dem er gestand, für Bormann gearbeitet zu haben. Da aber mehrere Zeugen zu seinen Gunsten aussagten, dass er ein unpolitischer Mensch gewesen sei, der seinen Gerechtigkeitssinn immer über die Politik gestellt habe, blieb auch er vor einer Gefängnisstrafe verschont.
In Camp King in Oberursel gehörte er zu den hochrangigen Nationalsozialisten, an denen Robert Kempner seine Vernehmungen durchführte, deren Ergebnisse er später bei den Nürnberger Prozessen als stellvertretender Hauptankläger der Vereinigten Staaten nutzte (siehe auch Prozess gegen Herbert Klemm). Außerdem war er zwischenzeitlich im Zellengefängnis Nürnberg untergebracht.
Nach seiner Entlassung wurde er entnazifiziert (Gruppe "Entlastete") und arbeitete weiter in der Justiz. Hans Müller war bis zu seinem Tod mit Helmut von Hummel, einem weiteren Referenten Bormanns, befreundet. Wann Müller genau starb, ist unbekannt, da sich seine Spur nach 1947 verlor.

## Archivalische Überlieferung
Im Bundesarchiv (Standort Berlin-Lichterfelde) hat sich eine Personalakte des Reichsjustizministeriums über Müller erhalten (R 3001/194092). Zudem existiert dort im Bestand des ehemaligen Berlin Document Center eine Akte aus der NSDAP-Parteikorrespondenz zu ihm (R 9361-II/735340) und ein Vermerk Müllers über die angebliche Beteiligung des Generalfeldmarschalls Wilhelm Keitel an den Ereignissen des 20. Juli 1944, notiert am 25. Juli 1944 (NS 6/25).
Die von ihm gefällten Urteile am Volksgerichtshof und sein Schriftverkehr mit u. a. Rudolf Brandt sind in den Datenbanken Widerstand als Hochverrat bzw. Akten der Parteikanzlei der NSDAP des Wissenschaftsverlags De Gruyter enthalten.